# Jay Clayton
Walter Joseph Clayton III, detto Jay (Newport News, 11 luglio 1966), è un avvocato statunitense, Presidente della Securities and Exchange Commission (SEC) dal maggio 2017 al dicembre 2020. È stato nominato a quell'incarico dal Presidente Donald Trump.

## Biografia
Clayton è nato a Fort Eustis a Newport News, in Virginia. È cresciuto vicino a Hershey, Pennsylvania, dove suo padre lavorava per la locale azienda di cioccolato, e Wallingford, Pennsylvania. Clayton si è laureato alla Strath Haven High School nel 1984. Dopo aver frequentato il Lafayette College, Clayton si è trasferito all'Università della Pennsylvania dove si è laureato con un Bachelor of Science in Engineering nel 1988, e ha ricevuto il Thouron Award per gli studi post laurea nel Regno Unito. Ha conseguito un Master of Arts in economia presso il King's College di Cambridge nel 1990. Ha poi frequentato la University of Pennsylvania Law School dove si è laureato con lode e Order del Coif nel 1993 in Giurisprudenza.
Durante il college e la scuola di specializzazione, Clayton è stato un membro della squadra di rugby di Ocean City Beach Patrol e Penn Law, uno stagista presso l'ufficio del procuratore degli Stati Uniti a Filadelfia e il rappresentante degli Stati Uniti Curt Weldon e un dipendente della United Engineers and Constructors.
Dal 1993 al 1995, Clayton ha lavorato per il giudice Marvin Katz del tribunale distrettuale del distretto orientale della Pennsylvania. Nell'ottobre 1995 è entrato a tempo pieno in Sullivan & Cromwell ed è diventato socio nel gennaio 2001. Si è specializzato in operazioni di fusione e acquisizione e offerte sui mercati dei capitali e ha rappresentato importanti aziende di Wall Street, tra cui Goldman Sachs. È stato consulente di numerose società in merito a questioni relative alla SEC, Federal Reserve, Dipartimento di Giustizia e altre agenzie.
Ha anche aiutato diverse società a raccogliere fondi attraverso offerte pubbliche iniziali, tra cui Alibaba Group, Ally Financial, Och-Ziff Capital Management, Oaktree Capital Management, Blackhawk Network Holdings e Moelis & Company. Durante la crisi finanziaria del 2007-2008, Clayton ha assistito Bear Stearns nella sua svendita a JPMorgan Chase nel 2007, Barclays Capital nell'acquisto delle attività di Lehman Brothers dopo il loro fallimento e Goldman Sachs in merito all'investimento di Berkshire Hathaway.
Clayton ha informato l'Office of Government Ethics degli Stati Uniti che i suoi altri clienti aziendali includevano TeliaSonera AB, Ally Financial, Deutsche Bank, UBS, Volkswagen, SoftBank, The Weinstein Company, Pershing Square Capital Management e Valeant Pharmaceuticals. I singoli clienti di Clayton includevano l'ex capo di Ocwen William Erbey, Paul Tudor Jones, l'ex procuratore generale d'Irlanda Peter Southerland, il fondatore di CDW Michael Krasny e il fondatore di LinkedIn Reid Hoffman.
Clayton ha guadagnato 7,6 milioni di dollari nel 2016 dalla sua azienda e ha un patrimonio familiare di almeno 50 milioni di dollari. Una parte sostanziale delle sue partecipazioni erano in fondi comuni di investimento del Vanguard Group. I suoi investimenti includevano anche fondi privati gestiti da Apollo Global Management, Bain Capital, JC Flowers & Co. e Richard C. Perry; in seguito li ha ceduti.